# فردریک هالدیمند
فردریک هالدیمند (انگلیسی: Frederick Haldimand; ۱۱ august ۱۷۱۸ – ۵ ژوئن ۱۷۹۱) نظامی و سیاست‌مدار اهل سوئیس بود.